# Adrar (provins)
27°52′50″N 0°17′50″V / 27.88056°N 0.29722°V
 For alternative betydninger, se Adrar. (Se også artikler, som begynder med Adrar)
Adrar (arabisk: ولاية أدرار, berbisk: ⴰⴷⵔⴰⵔ)) er en af Algeriets 48 provinser. Administrationscenteret er Bordj Bou Arréridj.